# Türnitz
Türnitz è un comune austriaco di 1 910 abitanti nel distretto di Lilienfeld, in Bassa Austria; ha lo status di comune mercato (Marktgemeinde).

## Geografia
Le comuni catastali sono Anthofrotte, Außerfahrafeld, Lehenrotte, Moosbach, Pichlrotte, Raxenbachrotte, Schildbachrotte, Steinbachrotte, Traisenbachrotte, Türnitz e Weidenaurotte.